# Мейли, Лейси Джей
Ле́йси Джей Мейли (англ. Laci J. Mailey; 15 ноября 1990, Фрутвейл, Британская Колумбия, Канада) — канадская актриса

, наиболее известная по работе на телевидении, в сериалах «Рухнувшие небеса», «Секция Ромео», «На Чесапикских берегах».

## Биография и карьера
Лейси Джей Мейли родилась 15 ноября 1990 года в Фрутвейле (провинция Британская Колумбия, Канада). Она училась в Ванкуверской киношколе сразу после старшей школы, а также училась в Нью-Йорке и Лос-Анджелесе. Она продолжает оттачивать своё ремесло в студии Rivertown Actors в Ванкувере.
Она впервые стала известна своей повторяющейся ролью в «Рухнувших небесах». У неё была повторяющаяся роль во втором сезоне сериала CBC Television «Секция Ромео», а в настоящее время она играет Джесс О'Брайен в семейной драме Hallmark Channel «На Чесапикских берегах».
28 июля 2016 года Мейли вышла замуж в Лас-Вегасе.

## Избранная фильмография
| Год       |   | Русское название   | Оригинальное название | Роль                          |
| --------- | - | ------------------ | --------------------- | ----------------------------- |
| 2012      | с | Посредник Кейт     | Fairly Legal          | Эшли Вудс                     |
| 2012      | с | Стрела             | Arrow                 | Марго                         |
| 2012—2013 | с | Доктор Эмили Оуэнс | Emily Owens, M.D.     | Кайли                         |
| 2012—2014 | с | Рухнувшие небеса   | Falling Skies         | Джинн                         |
| 2012—2015 | с | Сверхъестественное | Supernatural          | Эмили / Шериф Дженна Никерсон |
| 2014      | с | Мотив              | Motive                | Карли Морган                  |
| 2014      | с | Континуум          | Continuum             | Кристин Диллон                |
| 2016      | с | Я — зомби          | iZombie               | Мисс Шефер                    |
| 2016      | с | Волшебники         | The Magicians         | Фен                           |